# Dvorepci
Dvorepci (duplorepci; lat.: Diplura), red beskrilnih člankonožaca iz razreda Entognatha (unutarčeljusnika). Sastoji se od velikih porodica Campodeoidea (84 vrste), Japygoidea (79) i Projapygoidea (4). Jedna od vrsta koja pripada ovom redu je i Plusiocampa dalmatica Conde, 1959.
Dvorepci su uske i duguljaste životinje bez očiju koje žive u vlažnoj zemlji i pod kamenjem gdje se hrane raspadnutim otpacima biljnog i životinjskog porijekla (detritus). 
Ime su dobili po dva privjeska u obliku kliješta smještena na kraju zatka. Usni ustroj je entognatan (uvučen u glavenu kapsulu) kao i kod Collembola i Protura, i samo je kod Thysanura ektognatan, odnosno izbačen iz glavene kapsule.

## Sistematika
- Podred Dicellurata Cook, 1896 
  - Natporodica Japygoidea Lubbock, 1873
    - Porodica Dinjapygidae Womersley, 1939 
    - Porodica Japygidae Lubbock, 1873 
    - Porodica Parajapygidae Womersley, 1939
- Podred Rhabdura Cook, 1896
  - Natporodica Campodeoidea Lubbock, 1873
    - Porodica Campodeidae Lubbock, 1873
    - Porodica Octostigmatidae Rusek, 1982 
    - Porodica Procampodeidae Silvestri, 1948

  - Natporodica Projapygoidea Cook, 1896
    - Porodica Anajapygidae Paclt, 1957
    - Porodica Projapygidae Cook, 1896